# Фадрус, Янош

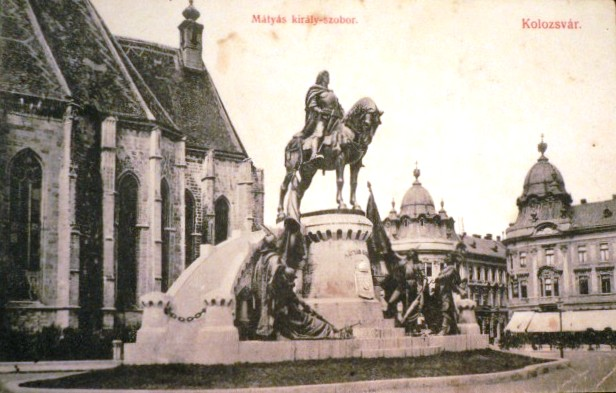
Памятник королю Венгрии Матьяшу I в г. Коложвар (ныне Клуж-Напока). 1900 год. Скульптор Я. Фадрус

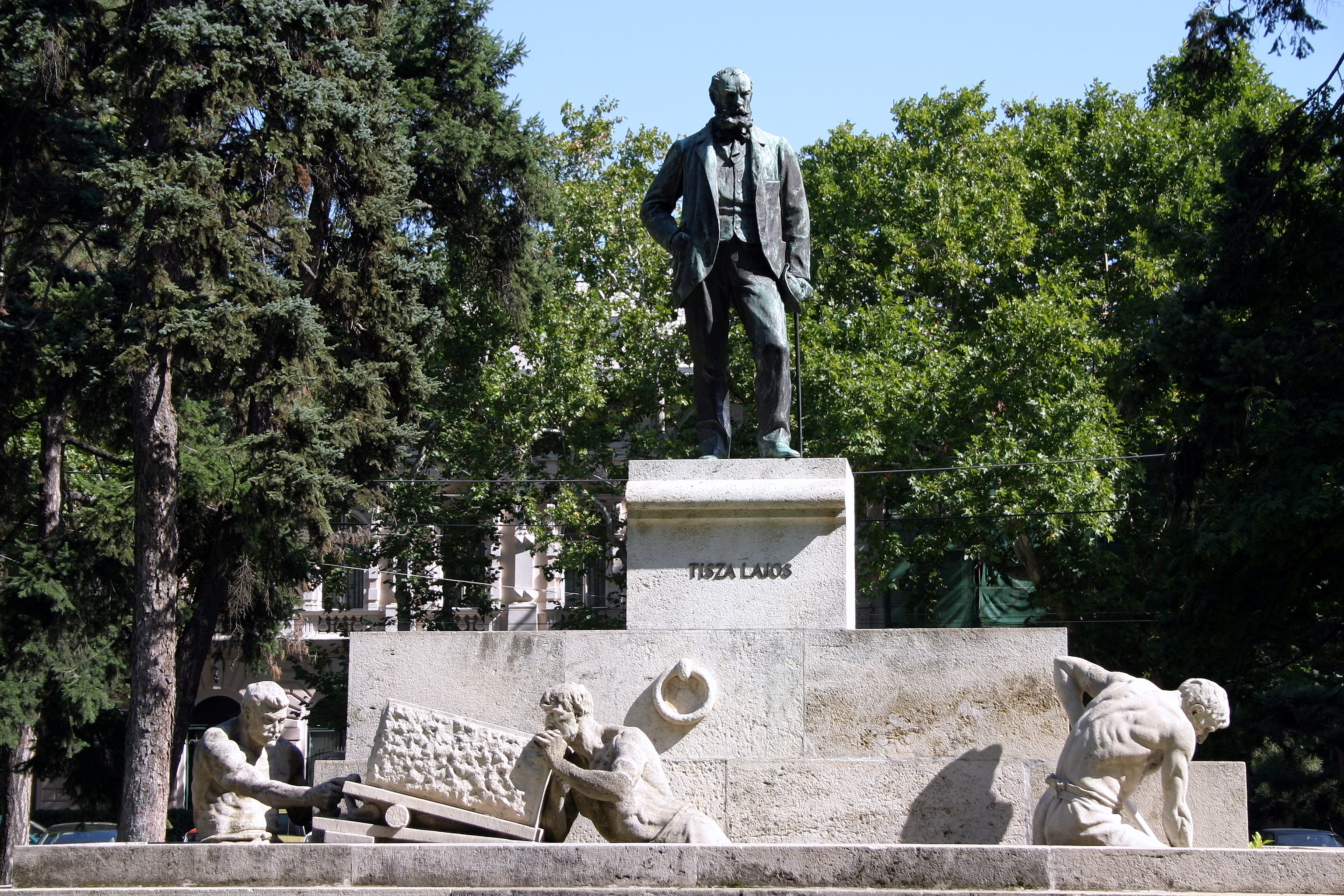
Памятник Лайоша Тисы

Янош Фадрус (венг. Fadrusz János; 2 сентября 1858, По́жонь, Австрийская империя (ныне Братислава, Словакия) — 26 октября 1903, Будапешт, Австро-Венгрия) — венгерский скульптор. Представитель неоклассицизма в венгерском искусстве.

## Биография

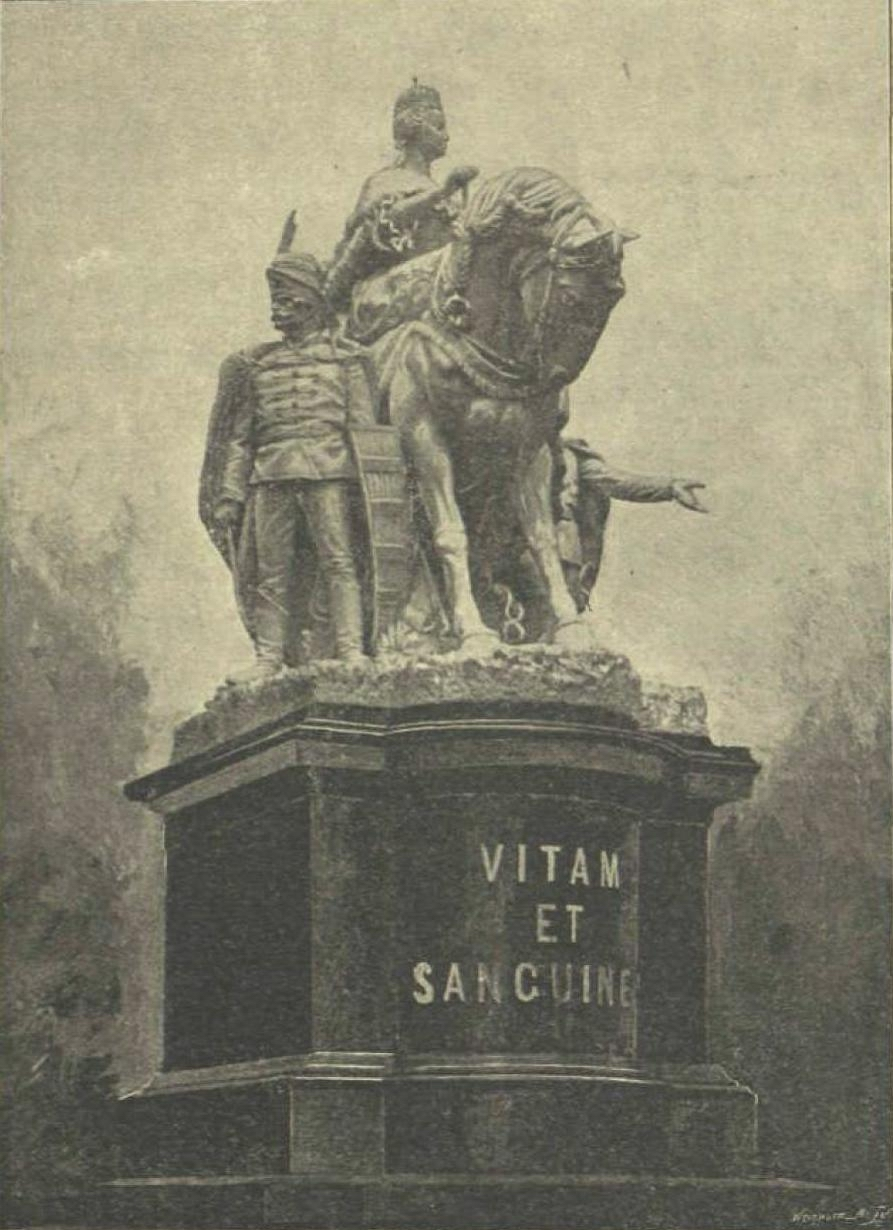
Памятник императрицы Марии Терезии (разрушен)

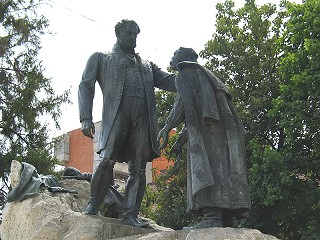
Памятник Миклоша Вешшеленьи

Из бедных крестьян. Окончив несколько классов начальной школы, обучался профессии слесаря, в свободное время много рисовал. Затем при поддержке городского муниципалитета Угровца учился в школе резьбы по дереву. Художественно одаренному юноше помогли поступить в Венскую академии художеств.
Во время военной службы в Праге в 1879—1883 г. он познакомился с известным чешским скульптором Й. Мысльбеком, творчество которого оказало большое влияние на работы Я. Фадруса. Свой талант он направил на создание скульптур и живопись по фарфору.
Его работы были встречены с похвалой и обеспечили ему покровителей.
В 1885 году он выиграл стипендию для продолжения учёбы. С 1886 года он работал под руководством скульптора, преподавателя академии Виктора Тилгнера в Вене, а затем стал учеником Эдмунда Гелмера в Венской академии.
Во второй половине 1880-х годов Я. Фадрус создал ряд удачных скульптурных портретов.
В 1892 году скульптура «Распятие» сделала его известным по всей Венгрии.
В конце 1892 г. ему было поручено создать конную статую императрицы Марии Терезии в Братиславе, над которой он работал в 1892—1896 годах В 1893 году в Будапеште открыл скульптурную мастерскую и посвятил себя портретной и монументальной скульптуре.
В 1894 году Я. Фадрус был удостоен первой премии за проект памятника королю Венгрии Матьяшу I (открыт в Клуж-Напока). В 1893 году скульптор завершил две аллегорические статуи для венгерского Дворца правосудия.
Основные работы, созданные незадолго до его смерти, включают конную статую Белы Венкхейма (Кишбер, 1901 г.), статую Миклоша Вешшеленьи (Залэу, 1901 г.), обелиск приходу венгров на Дунай (Залэу, 1902 г., разрушен коммунистическими властями Румынии) и памятник Лайоша Тисы (Сегед, 1903 г.).

## Награды
- Рыцарский крест императорского австрийского ордена Франца Иосифа
- Орден Железной короны III класса
- Почётный доктор университета Клуж-Напока